# Silas House

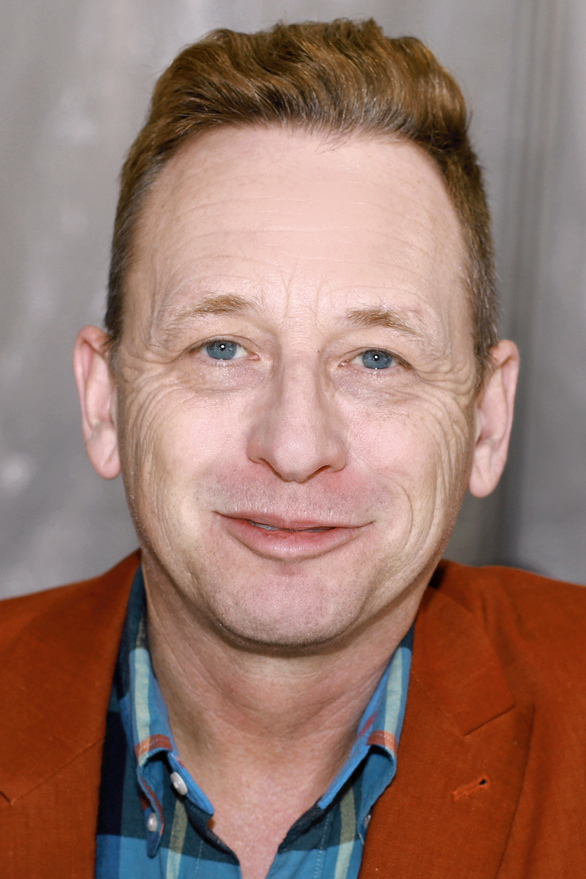
Silas House (2022)

Silas Dwane House (geboren 7. August 1971 in Laurel County, Kentucky) ist ein US-amerikanischer Schriftsteller, Publizist und Klimaaktivist. Aufgrund der Themen seiner Schriften und seiner Aktivitäten gilt er als Fürsprecher sowohl für die Einwohner als auch für die ländlichen Gegenden der Südstaaten der Vereinigten Staaten. Er setzt sich außerdem für die Rechte und die Akzeptanz von LGBT-Menschen ein. Für die Jahre 2023 bis 2024 ist er der Poet Laureate of Kentucky.

## Jugend und Studium
House wurde in Corbin, Kentucky, geboren und wuchs bis zu seinem neunten Lebensjahr in einem Mobilheim unweit davon in Lily, einer ländlichen Gegend von Laurel County, auf. Sein Vater war ein Veteran des Vietnamkriegs und beide Eltern waren einfache Arbeiter. Innerhalb seines erweiterten Familien- und Freundeskreises spielte das gesprochene Wort bzw. „storytelling“ eine wichtige Rolle. In einer Rede, die er 2008 auf einer Tagung hielt, beschrieb er seine Kindheit mit folgenden Worten:

„I am a writer because I grew up in a family of storytellers, of working people... Mine was a boisterous family who talked loud, lived loud. This was how we spoke to each other: in a big way...  When someone was asked how things were at work, they were never answered with ‘Just fine’, or ‘Alright’. They were always answered with an epic, a big long story full of exaggerations and well-timed pauses and bouts of laughter. Stories, sentences, words.“

„Ich bin Schriftsteller, weil ich in einer Familie von Geschichtenerzählern, von Arbeitern aufgewachsen bin … Meine Familie war eine ungestüme Familie, die laut redete und laut lebte. So sprachen wir miteinander: in großem Stil …  Wenn jemand gefragt wurde, wie es bei der Arbeit läuft, wurde nie mit ‚Ganz gut‘ oder ‚In Ordnung‘ geantwortet. Es wurde immer mit einem Epos geantwortet, einer großen, langen Geschichte, voller Übertreibungen und gut getimten Pausen und Lachanfällen. Geschichten, Sätze, Worte.“

Einen großen Teil seiner Kindheit und Jugend verbrachte House in Leslie County, einer Gegend, die er als Inspiration für Crow County, den fiktiven Schauplatz seiner ersten drei Romane, nennt.
House studierte an der Eastern Kentucky University, wo er einen Bachelor in Amerikanistik erwarb. Danach schloss er ein Programm für Kreatives Schreiben an der Spalding University mit einem Master ab. Im Jahr 2000 wurde House als eines von zehn beachtenswerten „Jungen Talenten“ aus den Südstaaten auf einer Schriftstellertagung an der Vanderbilt University ausgezeichnet.
Seinen Lebensunterhalt verdiente er zu der Zeit noch als Zusteller für den United States Postal Service. Sein Arbeitstag begann um 6 Uhr. Er fuhr mit einem Geländewagen über im Winter matschige, im Sommer staubige Pisten und im Frühjahr durch angeschwollene Bäche, um auf dem Land Briefe und Pakete zu verteilen. Zu jener Zeit war die Bevölkerung durch die per Briefpost verübten Anthrax-Anschläge verängstigt und wollte gelegentlich Briefe von ihm nicht entgegennehmen. Auch er selbst nahm nach der Arbeit aus Sicherheitsgründen zunächst eine Dusche, bevor er seine kleine Tochter berührte. Erst kurz darauf verkaufte er seinen ersten Roman an einen Verlag.

## Werke
Sein erster Roman, Clay’s Quilt, erschien im Jahr 2001. Für eine kurze Zeit stand das Werk auf The New York Times Best Seller list, erzielte allerdings seinen Erfolg besonders in den Südstaaten der USA hauptsächlich durch Mundpropaganda. Es stand auf zwei Auswahllisten für regionale Bücherpreise. Im Jahr 2003 erschien A Parchment of Leaves. Der Titel wurde ein nationaler Bestseller und für einige wichtige Literaturpreise nominiert. Das nächste Buch, The Coal Tattoo, erschien 2004. Es handelte von zwei frühverwaisten Schwestern, die in einem kleinen Ort in einer Bergbauregion aufwachsen und sich als Erwachsene für zwei sehr unterschiedliche Lebensentwürfe entscheiden. Das Buch gewann den Appalachian Writers’ Association Book of the Year Award und wurde in die Auswahllisten namhafter Preise aufgenommen, u. a. für den Southern Book Critics’ Circle Prize. Inzwischen werden diese drei Romane als die „Appalachian-Trilogie“ bezeichnet.
Das Sachbuch Something’s Rising, das House zusammen mit Jason Kyle Howard 2009 veröffentlichte, enthält elf Porträts von Aktivisten, die sich dafür engagieren, dass das Mountaintop Removal Mining, ein umstrittenes Bergbauverfahren, eingestellt wird.
In seinem 2009 erschienenen Werk Eli the Good schrieb House zum ersten Mal ein Buch für Jugendliche. Die Hauptperson ist der zehnjährige Sohn eines Veteranen des Vietnamkriegs, der unter posttraumatischen Belastungsstörungen (PTBS) leidet, und einer emotional distanzierten Mutter. Das Buch wurde ein Bestseller und in verschiedenen Leselisten aufgenommen. Es wurde außerdem mit dem Storylines Prize der New Yorker öffentlichen Bibliotheken ausgezeichnet.
Sein erstes Buch für Kinder, Same Sun Here, das er zusammen mit Neela Vaswani schrieb, wurde 2012 veröffentlicht. Es handelt von einer ehrlichen und Barrieren überwindenden Brieffreundschaft zwischen zwei Kindern aus sehr unterschiedlichen Kulturen und Lebenswelten: Meena ist eine Einwanderin aus Indien, die in New York City lebt, während River in dem Bergbaugebiet von Kentucky lebt. Die beiden Autoren wurden dafür mit über einem Dutzend Preisen ausgezeichnet, u. a. auch für die Hörbuchfassung des Buches.
Das sechste Buch, Southernmost, erschien im Juni 2018 und erreichte die Auswahlliste der Andrew Carnegie Medal for Excellence in Fiction der American Library Association. Es wurde außerdem mit anderen regional bedeutenden Preisen ausgezeichnet. Die Erzählung beschreibt die lebensverändernden Familienkonflikte, die mehrere homosexuelle Personen auf verschiedene Weisen durchleben, die in einer ländlichen und konservativen Region von Tennessee leben. House erstellte eine Playlist von Liedern als Begleitung für seinen Roman. Die Liste enthält u. a. Musik von Brandi Carlile, Celia Cruz und Patsy Cline.
Sein siebter Roman, Lark Ascending, erschien im Herbst 2022 und kam in kurzer Zeit auf die Bestsellerlisten der unabhängigen Buchhändler in den USA. Der Titel gewann den Southern Book Prize und wurde von anderen Schriftstellern hoch gelobt, unter anderem von Barbara Kingsolver. Anders als seine bisherigen Werke ist dieser Roman in der Zukunft angesiedelt. Die Handlung fängt in einer von bitterem Streit und Intoleranz beherrschten US-amerikanischen Gesellschaft an, aus der eine kleine Gruppe von Flüchtlingen per Schiff über den Atlantischen Ozean nach Irland fliehen muss. Anlass für diese Handlung waren – laut House – seine persönliche Verarbeitung eines Trauerfalls sowie seine Angst vor dem Verfall der Demokratie in seinem Land und den künftigen Auswirkungen der globalen Klimakrise.
Silas House schreibt auch Kurzgeschichten und Essays, die u. a. in The New York Times, The Atlantic, Time, The Washington Post und The Bitter Southerner erscheinen. 2022 setzte Alexander Chee, der 2022 zuständige Herausgeber des renommierten Sammelbandes The Best American Essays, einen Essay von House auf seine Auswahlliste der bemerkenswertesten Essays des Jahres 2021. Seine Kurzgeschichten sind außerdem in zahlreichen Anthologien enthalten.
Im Jahr 2005 schrieb House das Theaterstück The Hurting Part, das an der University of Kentucky aufgeführt wurde. Sein zweites Theaterstück, Long Time Travelling, wurde 2009 von der Actor’s Guild of Lexington (Kentucky) produziert. 2012 zeigte das Berea College Laboratory Theatre ein umstrittenes Theaterstück, This Is My Heart For You, das von einer Kleinstadt handelt, die durch einen Fall von Diskriminierung von Homosexuellen gespalten wird.
Silas House war einer der drei Drehbuchautoren des 2018 erschienenen und preisgekrönten Dokumentarfilms Hillbilly und hatte einen Auftritt in dem 2021 erschienenen Dokumentarfilm von Ashton Gleckman mit dem Titel The Hills I Call Home über die Einwohner der Kleinstadt Beattyville im östlichen Teil von Kentucky.

## Literarische Mentoren
Zu seinen Mentoren und Förderern zählt House bekannte Schriftsteller wie Lee Smith, Brad Watson und Larry Brown. Die Autorin Barbara Kingsolver, deren Familie auch aus Kentucky stammt, lobte House als einen ihrer Lieblingsautoren. Der Essayist und Umweltaktivist Wendell Berry äußerte sich sehr lobend über House.

## Akademische Tätigkeit
House wurde als Writer in Residence in den Jahren 2004 und 2005 an die Eastern Kentucky University und in den Jahren 2005 und 2010 an die Lincoln Memorial University (LMU) sowie 2009 an die Shepherd University in West Virginia berufen. An der Lincoln Memorial University war er Gründer und erster Leiter des Mountain Heritage Literary Festival und initiierte das Appalachian Reading Series. 2010 übernahm House den Sitz des Fachbereichs Appalachian Studies an der Berea College in Berea, Kentucky. Dort lehrt er Literatur von aus den Appalachen stammenden Autoren und hält Schreibwerkstätten ab. Für das akademische Jahr 2011 und 2012 war er kommissarischer Leiter des Loyal Jones Appalachian Center. Seit 2005 lehrt er im Fachbereich Belletristik im Programm für kreatives Schreiben an der Spalding University.
Im Jahr 2010 standen seine Werke im Mittelpunkt des Silas House Literary Festival am Emory and Henry College in Emory, Virginia. Im selben Jahr wurde er als Appalachian Writer of the Year von der Shepherd University in Shepherdstown, West Virginia ausgezeichnet.

## Als Journalist
House ist auch als Musikjournalist tätig und war Redakteur bei der Fachzeitschrift No Depression, für die er Features unter anderem über Lucinda Williams und Delbert McClinton geschrieben hat. Außerdem stellt er Pressemappen für die in Nashville, Tennessee, angesiedelte Musikindustrie zusammen, unter anderem über die Musiker Kris Kristofferson, Jason Isbell, Tyler Childers, Lucinda Williams, Buddy Miller, S.G. Goodman, Del McCoury und Lee Ann Womack. 2001 und 2002 war er regelmäßig in der Sendung All Things Considered beim National Public Radio mit Kurzerzählungen oder Kommentaren zu hören.

## Als Umweltaktivist
Zwischen 2005 und 2010 trat House in der Öffentlichkeit als Aktivist im Kampf gegen Mountaintop Removal Mining auf. Der sogenannte MTR-Kohleabbau ist eine umweltschädliche Form des Tagebaus, bei dem der Gipfel eines Bergs gesprengt und teilweise abgetragen wird. Der Abraum wird in die angrenzenden Täler verkippt. House wurde auf die daraus entstehenden Probleme aufmerksam, als ihn der Umweltaktivist, Landwirt und Essayist Wendell Berry durch eine stark in Mitleidenschaft gezogene Bergregion führte. House schrieb den ersten Entwurf eines Plädoyers gegen MTR, den viele Schriftsteller aus Kentucky unterschrieben. 2011 veröffentlichte er ein Op-Ed-Essay in der New York Times über seine kurz davor durchgeführte Protestaktion im Büro von Gouverneur Steve Beshear. House ist außerdem Mitautor des Dokumentarbands Something’s Rising: Appalachians Fighting Mountaintop Removal.

## Privatleben
House lebt in Lexington, Kentucky. Er hat zwei Töchter aus seiner Ehe mit Theresa und ist mit dem Schriftsteller und Lektor Jason Kyle Howard verheiratet. Er ist Angehöriger der Episkopalkirche der Vereinigten Staaten.

## Preise und Ehrungen
- 2003: Thomas and Lillie D. Chaffin Award for Appalachian Writing[22]
- 2005: Appalachian Book of the Year für The Coal Tattoo
- 2012: Mary Frances Hobson Lecture and Prize[23]
- 2013: Evelyn Thurman Young Readers Books Award für das Kinderbuch Same Sun Here
- 2013: E. B. White Read-Aloud Book of the Year Award, Middle Readers, für das Kinderbuch Same Sun Here[24]
- 2013: Nautilus Book Award, Gold Medal, für das Kinderbuch Same Sun Here
- 2013: South Asia Book Award, honorable mention, für das Kindbuch Same Sun Here
- 2013: Audie Award for Middle Grade Title für das Kindbuch Same Sun Here
- 2015: Honorary Doctorate, Frontier Nursing University[25]
- 2016: Honorary Doctorate in Humane Letters, Transylvania University[26]
- 2017: Fellowship of Southern Writers, elected to membership[27]
- 2019: Carnegie Medal for Excellence in Fiction, nominiert, für den Roman Southernmost[28]
- 2018: Weatherford Award for Best Novel, für den Roman Southernmost[29]
- 2019: Judy Gaines Young Book Award für den Roman Southernmost[30]
- 2021: (Kentucky) Governors Award for the Arts[31]
- 2022: Jim Diggins Outstanding Mid-Career Novelists’ Prize[32][33]
- 2023: Kentucky Poet Laureate (2023–2024)[34]
- 2023: Nautilus Book Awards (Gold Medal) für den Roman Lark Ascending[35]
- 2023: Southern Book Prize in der Kategorie Fiction für den Roman Lark Ascending[36]
- 2023: National Book Award, Jury-Mitglied in der Kategorie Fiction[37]

## Werke (Auswahl)
Romane
- Clay’s Quilt Algonquin Books of Chapel Hill, North Carolina 2001, ISBN 978-1-56512-307-6.
- A Parchment of Leaves Algonquin Books of Chapel Hill, Chapel Hill, North Carolina 2003, ISBN 978-1-56512-367-0.
- The Coal Tattoo. Algonquin Books of Chapel Hill, Chapel Hill, North Carolina 2004, ISBN 978-1-56512-368-7.
- Southernmost. Algonquin Books of Chapel Hill, Chapel Hill, North Carolina 2018, ISBN 978-1-61620-625-3.
- Lark Ascending. Algonquin Books of Chapel Hill, Chapel Hill, North Carolina 2022, ISBN 978-1-64375-159-7.

Kinder- und Jugendbücher
- Eli the Good. Candlewick Press, Somerville, Mass 2009, ISBN 978-0-7636-4341-6.
- Same Sun Here mit Neela Vaswani. Scholastic Inc., New York 2011, ISBN 978-1-338-58204-8.

Sachbücher
- Something’s Rising : Appalachians fighting mountaintop removal, mit Jason Howard. University Press of Kentucky, Lexington 2009, ISBN 978-0-8131-2546-6
- Coal Country : rising up against mountaintop removal mining Hg. von Silas House, Shirley Stewart Burns, und Mari Lyn Evans. Sierra Club 2009, ISBN 978-1-57805-168-7.

Theaterstücke
- 2005 The Hurting Part
- 2009 Long Time Travelling
- 2012 This Is My Heart For You

Drehbuch
- 2018 Hillbilly

Herausgeber
- Anthology of Appalachian writers. Volume 02, Hg. von Silas House. Shepherd University, Shepherdstown, WV. 2009
- Chinaberry, (Roman von) James Still. University Press of Kentucky, Lexington, Ky 2011, ISBN 978-0-8131-3372-0.
- Piano in a sycamore : writing lessions from the Appalachian Writer’s Workshop. Hrsg. von Silas House und Marianne Worthington. Hindman Settlement School, Hindman, Kentucky, 2017.

Beiträge in Anthologien
- Memory of Water. In: Gather at the river: 25 authors on fisching. Hub City Press, Spartanburg, SC, 2019, ISBN 978-1-938235-52-8.
- The best of No depression : writing about American music. Hg. von Grant Alden. Austin, Univ. of Texas Press, Austin, 2005, ISBN 978-0-292-70989-8.
- Sierra Hull. In: No depression. Nr. 76 : the bookazine (whatever that is). University of Texas Press, Austin, 2008, ISBN 978-0-292-71928-6
- Poem. In: The Southern poetry anthology. Band III, Contemporary Appalachia. Texas Review Press, Huntsville, Tex., 2010.
- Look here, world, look who this woman [is]. In: North Carolina Appalachian literature. East Carolina University and the North Carolina Literary and Historical Association, Greenville, NC, 2010 (Silas House interviews Pamela Duncan).
- The Last Days. In: Sonny Brewer (Hrsg.): Stories from the Blue Moon Café. MacAdam/Cage, San Francisco, 2002, ISBN 978-1-931561-09-9.
- Coal Smoke (from The Louisville Review) In: New stories from the South : the year’s best. Algonquin Books of Chapel Hill, Chapel Hill, N.C., 2004, ISBN 978-1-56512-432-5.
- A Place of Noble Trees (2005). In: Ron Ellis (Hrsg.): Of woods and waters. University Press of Kentucky, Lexington, Ky., 2005, ISBN 978-0-8131-2373-8.
- Gatlinburg. In: Sonny Brewer (Hrsg.): Stories from the Blue Moon Café II : the American South in stories, essays, and poetry. 2004, ISBN 978-0-451-21361-7.

Essays
- Appalachian Pride (In the Name of Love). In: Appalachian Heritage. Band 38, Heft 3, 2010, S. 62–75, doi:10.1353/aph.2010.0019.
- The Art of Being Still. In: The New York Times. 1. Dezember 2012.[38]
- Our Secret Places in the Waiting World: or, A Conscious Heart, Continued. In: Journal of Appalachian Studies. Band 20, Heft 2, 2014, S. 103–121, doi:10.5406/jappastud.20.2.0103.
- The Road Back: Appalachia as Internal Colony. In: Journal of Appalachian Studies. Band 22, Heft 1, S. 65–68, 2016, doi:10.5406/jappastud.22.1.0065.